# Višji praporščak
Víšji praporščák je visok podčastniški čin, po Nato standardu uvrščen na raven OR9.Tipične dolžnosti v tem činu so Enotovni PČ ravni bataljon/polk, višji PČ sektorja na operativni in strateški ravni ter vodja programov v instituciji vojaškega šolstva.
Višji praporščak je najizkušenejši podčastnik v enoti, svetuje poveljniku ali štabnim častnikom na področju taktike in v zadevah, ki se nanašajo na podčastniški zbor ter opravlja najzahtevnejša dela in naloge v vseh treh stebrih. Svetuje poveljniku pri določanju kolektivnih naloge enote in nalog za urjenje posameznikov.
Deluje kot predstavnik poveljnika in poveljstva pri nadziranju nalog enote, ki jih je določil poveljnik ali sam. Prav tako spremlja in svetuje pri kadrovsko statusnih postopkih za vojake in podčastnike. Načrtuje, organizira, spremlja, vodi in izvaja usposabljanje ali urjenje. V štabnem procesu sodeluje pri načrtovanju na svojem strokovnem področju oziroma pripravlja navodila, ter nudi pomoč  strokovnim organom v podrejenih enotah.
Podčastniški čin s podobnim imenom je v uporabi v več vojskah, med drugim v Slovenski vojski, Kopenskih silah Ruske federacije (rusko старший прапорщик) in v Bundeswehru (nemško Oberfähnrich, kjer je najvišji podčastniški čin za častniške pripravnike v Luftwaffe in Heeru. V nemški vojni mornarici uporabljajo enakovreden čin pomorski viški praporoščak (nemško Oberfähnrich zur See).

Slovenska vojska :

Glej tudi
- Višji praporščak (Slovenska vojska)

| Vojaški čini      |                   |                          |
| Nižji: Praporščak | Višji Podčastniki | Višji: Štabni praporščak |